# Maiken Caspersen Falla
Maiken Caspersen Falla (* 13. August 1990 in Lørenskog) ist eine ehemalige norwegische Skilangläuferin.

## Werdegang
Falla begann im Alter von vier Jahren mit dem Skilanglauf und startete für den Verein Gjerdrum IL. Sie war Spezialistin für Sprint- und Kurzstreckenrennen. Gelegentlich tritt sie jedoch auch bei Doppelverfolgungsrennen an.
Ihre ersten internationalen Rennen bestritt sie im Januar 2007 in Sjusjøen im Rahmen des Scandinavian Cups. Im November 2008 konnte sie bei den Saisonvorbereitungsrennen in Beitostølen starten. Durch ihren vierten Platz im Sprintwettkampf qualifizierte sie sich dort für das Norwegische Weltcup-Team. Zwei Wochen später debütierte Falla in Kuusamo im Skilanglauf-Weltcup. Schon bei ihrem ersten Einsatz gewann sie als 22. des Sprintwettbewerbs erste Punkte. Eine Woche später nahm sie an einem FIS-Rennen in Gålå teil. Ihren internationalen Durchbruch schaffte sie schließlich beim folgenden Weltcup kurz vor Weihnachten 2008 in Düsseldorf. Im Sprintrennen wurde Falla dort zunächst Dritte und einen Tag später gemeinsam mit Celine Brun-Lie im Teamsprint Zweite. Mitte Januar 2009 gewann sie bei den Norwegischen Meisterschaften in Gjøvik die Silbermedaille im Sprint. Am nächsten Tag trat sie auch in der Doppelverfolgung an, belegte aber nur den 16. Platz. Beim folgenden Sprintweltcup in Otepää belegte sie den achten Platz. Anfang Februar 2009 nahm sie an den Juniorenweltmeisterschaften in Praz-de-Lys teil. Zum Auftakt gewann sie im Sprint die Bronzemedaille. Bei der folgenden Doppelverfolgung belegte sie den fünften Platz, im 5-km-Freistilrennen wurde sie nur 24. In der abschließenden 4 × 3,3-km-Staffel konnte sie gemeinsam mit Marthe Kristoffersen, Hilde Lauvhaug und Ingvild Flugstad Østberg die Goldmedaille gewinnen. Im Anschluss an die Junioren-WM pausierte sie zwei Wochen von internationalen Wettkämpfen, um dann am Sprintwettbewerb den Nordischen Skiweltmeisterschaften 2009 in Liberec teilzunehmen, wo sie jedoch an der Qualifikation scheiterte. Bis zum Saisonende nahm sie noch an den Sprintweltcups in Lahti und Trondheim teil, wo sie als 19. und 11. weitere Weltcuppunkte sammeln konnte.
Während des Sommers 2009 nahm sie an einigen in China veranstalteten FIS-Rennen teil. Bei den Saisonvorbereitungsrennen im November in Beitostølen konnte sie den zweiten Platz des Sprintrennens erringen. Am Folgetag nahm sie auch am 10-km-Freistilrennen teil, wurde aber nur 34. Das am gleichen Ort ausgetragene Auftaktrennen des Weltcups 2009/10 bestritt sie als Startläuferin der nur mit Juniorinnen besetzten Staffel Norwegen IV. Diese belegte nur den 18. Platz, wobei Falla eine der schwächsten Rundenzeiten lief. Dennoch konnte sie beim eine Woche später in Kuusamo stattfindenden Sprintweltcup das Finale erreichen und den sechsten Platz erringen. Beim Anfang Dezember stattfindenden Sprintweltcup in Düsseldorf scheiterte sie an der Qualifikation. Am Folgetag konnte sie jedoch wie im Vorjahr gemeinsam mit Celine Brun-Lie im Teamsprint den dritten Platz erlaufen. Nachdem sie an einem nationalen Juniorenrennen teilgenommen hatte, konnte sie beim kurz vor Weihnachten im slowenischen Rogla ausgetragenen Weltcupsprint den zehnten Platz belegen. Zu Beginn des Jahres 2010 pausierte sie bei internationalen Wettkämpfen um sich auf die anstehenden Saisonhöhepunkte vorzubereiten. Erst Ende Januar trat sie bei einem FIS-Rennen in Stokke an, wo sie den dritten Platz belegte. Von dort reiste sie zu den Juniorenweltmeisterschaften 2010 in Hinterzarten, wo sie als Zwölfte im Sprintwettkampf jedoch hinter den Erwartungen zurückblieb. Trotzdem stand sie im Norwegischen Aufgebot für die Olympischen Winterspiele in Vancouver, wo sie nur im Sprint startete und den 20. Platz belegte. Nach Olympia nahm sie bis zum Saisonende außer bei einigen Juniorenwettkämpfen noch bei den Weltcupsprints in Drammen und Oslo teil, wo sie als 10. und 14. abermals in die Punkteränge laufen konnte.
Zu Beginn der Saison 2010/11 gelang ihr in Düsseldorf als Zweiter im Teamsprint wieder ein Podiumsplatz. Beim Start im Scandinavian Cup gelang ihr in Savalen der Sieg im Sprintrennen sowie in Torsby Rang zwei im Rennen über 10 km. Zurück im Weltcup gewann sie mit ihrer Partnerin Marit Bjørgen das Teamsprint-Rennen in Liberec. Nur eine Woche später stand sie als Dritte im Sprint auch in Otepää wieder auf dem Podium. Bei den Nordischen Skiweltmeisterschaften 2011 in Oslo gewann sie Bronze im Teamsprint. Auch in die Saison 2011/12 startete Caspersen Falla mit einem Teamsprint-Sieg in Düsseldorf. Beim Sprint in Davos kam sie als Dritte ins Ziel. Im slowenischen Rogla feierte sie schließlich ihren ersten Einzel-Weltcup-Sieg im Sprint. Bei den Norwegischen Meisterschaften 2012 in Voss gewann sie den Titel im Sprint.
Zu Beginn der Saison 2012/13 gelang Caspersen Falla in Canmore der zweite Sieg in einem Einzel-Sprint-Weltcup. Im Januar 2013 gelang ihr auch erneut ein Sieg im Teamsprint von Liberec. Bei den Norwegischen Meisterschaften 2013 in Gåsbu verteidigte sie ihren Titel im Sprint. Wenig später sicherte sie sich in dieser Disziplin die Bronzemedaille bei den Nordischen Skiweltmeisterschaften 2013 im Val di Fiemme. Im Teamsprint verpasste sie eine Medaille und wurde gemeinsam mit Ingvild Flugstad Østberg Vierte. In die Saison 2013/14 startete Caspersen Falla schwach, konnte sich aber mit ihrer Partnerin in Nové Město na Moravě erneut den Sieg im Teamsprint sichern. Auch bei den Norwegischen Meisterschaften 2014 in Molde sicherte sie sich erneut den Titel im Sprint. Beim folgenden Weltcup in Toblach landete sie im Sprint auf Rang vier. Bei den Olympischen Winterspielen 2014 in Sotschi wurde sie Olympiasiegerin in dem im freien Stil ausgetragenen Sprint, nachdem sie bereits die Qualifikation gewonnen hatte. Im März 2014 gewann sie den Sprint in Drammen und belegte den 18. Platz beim Weltcupfinale in Falun. Die Saison beendete sie auf den fünften Platz im Sprintweltcup.
Zu Beginn der Saison 2014/15 errang sie in Ruka den dritten Platz im Sprint. Bei der Nordic Opening in Lillehammer erreichte sie den siebten Gesamtrang. Es folgten zweite Plätze bei Sprintrennen in Davos und in Östersund und im Teamsprint in Otepää. Bei den Nordischen Skiweltmeisterschaften 2015 in Falun holte sie im Sprint die Bronzemedaille und zusammen mit Ingvild Flugstad Østberg im Teamsprint die Goldmedaille. Im März 2015 siegte sie im Sprint in Drammen und erreichte damit den sechsten Platz im Gesamtweltcup und den dritten Rang im Sprintweltcup. Zu Beginn der Saison 2015/16 gewann sie die Sprintetappe bei der Nordic Opening in Ruka, bei der sie den zehnten Platz belegte und siegte mit der Staffel in Lillehammer. Im weiteren Saisonverlauf holte sie sieben Siege bei Weltcupsprints und errang zweimal den zweiten Platz. Zum Saisonende kam sie bei der Ski Tour Canada auf den zehnten Rang und beendete die Saison auf dem sechsten Platz im Gesamtweltcup und dem ersten Platz im Sprintweltcup.

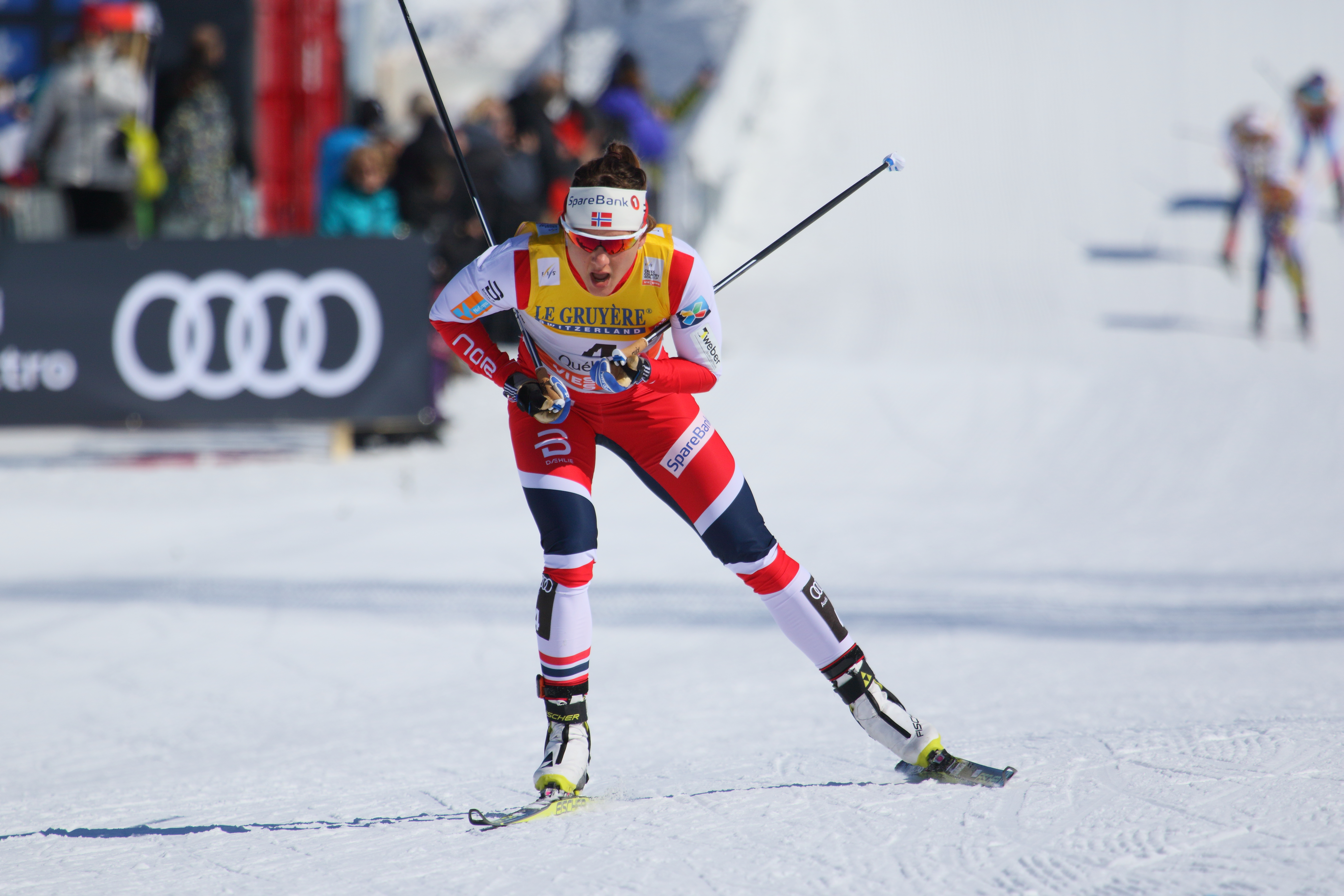
Maiken Caspersen Falla 2017

Nach Platz zwei im Sprint beim Auftakt in die Saison 2016/17 in Ruka, wurde sie Siebte bei der Weltcup-Minitour in Lillehammer. Dabei errang sie den zweiten Platz bei der Sprintetappe. Im weiteren Saisonverlauf kam sie bei Weltcupsprints fünfmal auf den zweiten Platz. Anfang Februar 2017 wurde sie in Lygna norwegische Meisterin im Sprint und Zweite im Skiathlon. Beim Saisonhöhepunkt, den Nordischen Skiweltmeisterschaften 2017 in Lahti, gewann sie jeweils die Goldmedaille im Sprint, mit der Staffel und zusammen mit Heidi Weng im Teamsprint. Zum Saisonende kam sie beim Weltcup-Finale in Québec auf den siebten Platz. Dabei errang sie den zweiten Platz bei der Sprintetappe und gewann schließlich den Sprintweltcup. Zudem belegte sie den 24. Platz im Distanzweltcup und den siebten Rang im Gesamtweltcup. Zu Beginn der Saison 2017/18 errang sie beim Ruka Triple den 21. Platz. Es folgte ein erster Platz im Sprint in Lillehammer und ein zweiter Rang in Davos. Bei der Tour de Ski 2017/18, die sie vorzeitig beendete, errang sie in der Lenzerheide den dritten Platz im Sprint und in Oberstdorf den zweiten Platz im 10-km-Massenstartrennen. Es folgten dritte Plätze im Sprint in Planica und in Seefeld in Tirol und erste Plätze in Lahti und Drammen. Beim Saisonhöhepunkt, den Olympischen Winterspielen 2018 in Pyeongchang, holte sie Bronze zusammen mit Marit Bjørgen im Teamsprint und Silber im Sprint. Zum Saisonende errang sie den 15. Platz beim Weltcupfinale in Falun und gewann abschließend zum dritten Mal in Folge den Sprintweltcup.
In der Saison 2018/19 holte Falla drei Weltcupsiege im Sprint. Zudem wurde sie in Falun Zweite im Sprint und errang in Lahti den zweiten Platz zusammen mit Tiril Udnes Weng im Teamsprint und in Dresden den dritten Platz zusammen mit Mari Eide im Teamsprint. Bei den Nordischen Skiweltmeisterschaften 2019 in Seefeld in Tirol gewann sie zusammen mit Ingvild Flugstad Østberg die Bronzemedaille im Teamsprint und die Goldmedaille im Sprint. Beim Weltcupfinale in Québec kam sie auf den 13. Platz und erreichte abschließend den zehnten Platz im Gesamtweltcup und den zweiten Rang im Sprintweltcup. Zu Beginn der Saison 2019/20 gewann sie im Sprint in Ruka und mit der Staffel in Lillehammer und errang im Sprint in Davos und in der Lenzerheide jeweils den zweiten Platz. Zum Saisonende siegte sie im Sprint in Trondheim und erreichte den fünften Platz im Sprintweltcup. Im folgenden Jahr wurde sie norwegische Meisterin im Sprint und holte bei den Nordischen Skiweltmeisterschaften in Oberstdorf die Silbermedaille im Sprint. In der Saison 2021/22 errang sie mit vier Ergebnissen unter den ersten Zehn, darunter je einmal Platz ein und drei, den 22. Platz im Gesamtweltcup sowie den siebten Platz im Sprintweltcup. Beim Saisonhöhepunkt, den Olympischen Winterspielen 2022 in Peking, wurde sie im Sprint und Teamsprint jeweils Achte. Nach der Saison beendete sie ihre Karriere.
Im April 2023 brachte sie ihr erstes Kind zur Welt.

## Erfolge

### Siege bei Weltcuprennen

#### Weltcupsiege im Einzel
| Nr. | Datum             | Ort         | Disziplin               |
| --- | ----------------- | ----------- | ----------------------- |
| 1.  | 18. Dezember 2011 | Rogla       | 1 km Sprint Freistil    |
| 2.  | 15. Dezember 2012 | Canmore     | 1,3 km Sprint Freistil  |
| 3.  | 5. März 2014      | Drammen     | 1,3 km Sprint klassisch |
| 4.  | 11. März 2015     | Drammen     | 1,3 km Sprint klassisch |
| 5.  | 19. Dezember 2015 | Toblach     | 1,3 km Sprint Freistil  |
| 6.  | 3. Februar 2016   | Drammen     | 1,2 km Sprint klassisch |
| 7.  | 11. Februar 2016  | Stockholm   | 1,2 km Sprint klassisch |
| 8.  | 20. Februar 2016  | Lahti       | 1,6 km Sprint Freistil  |
| 9.  | 11. Dezember 2016 | Davos       | 1,6 km Sprint Freistil  |
| 10. | 2. Dezember 2017  | Lillehammer | 1,3 km Sprint klassisch |
| 11. | 3. März 2018      | Lahti       | 1,4 km Sprint Freistil  |
| 12. | 7. März 2018      | Drammen     | 1,2 km Sprint klassisch |
| 13. | 19. Januar 2019   | Otepää      | 1,3 km Sprint klassisch |
| 14. | 9. Februar 2019   | Lahti       | 1,4 km Sprint Freistil  |
| 15. | 12. März 2019     | Drammen     | 1,2 km Sprint klassisch |
| 16. | 3. März 2022      | Drammen     | 1,2 km Sprint klassisch |

#### Etappensiege bei Weltcuprennen
| Nr. | Datum             | Ort         | Disziplin               | Rennen               |
| --- | ----------------- | ----------- | ----------------------- | -------------------- |
| 1.  | 27. November 2015 | Ruka        | 1,4 km Sprint klassisch | Nordic Opening 2015  |
| 2.  | 1. Januar 2016    | Lenzerheide | 1,5 km Sprint Freistil  | Tour de Ski 2016     |
| 3.  | 1. März 2016      | Gatineau    | 1,7 km Sprint Freistil  | Ski Tour Canada 2016 |
| 4.  | 8. März 2016      | Canmore     | 1,5 km Sprint klassisch | Ski Tour Canada 2016 |
| 5.  | 29. November 2019 | Ruka        | 1,4 km Sprint klassisch | Nordic Opening 2019  |
| 6.  | 22. Februar 2020  | Trondheim   | 1,5 km Sprint klassisch | Ski Tour 2020        |

#### Weltcupsiege im Team
| Nr. | Datum            | Ort                  | Disziplin                         |
| --- | ---------------- | -------------------- | --------------------------------- |
| 1.  | 16. Januar 2011  | Liberec              | 6 × 1,3 km Teamsprint klassisch 1 |
| 2.  | 4. Dezember 2011 | Düsseldorf           | 6 × 0,9 km Teamsprint Freistil 2  |
| 3.  | 13. Januar 2013  | Liberec              | 6 × 0,85 km Teamsprint Freistil 3 |
| 4.  | 12. Januar 2014  | Nové Město na Moravě | 6 × 1,3 km Teamsprint klassisch 3 |
| 5.  | 6. Dezember 2015 | Lillehammer          | 4 × 5 km Staffel 4                |
| 6.  | 8. Dezember 2019 | Lillehammer          | 4 × 5 km Staffel 5                |

### Siege bei Continental-Cup-Rennen
| Nr. | Datum             | Ort     | Disziplin        | Serie            |
| --- | ----------------- | ------- | ---------------- | ---------------- |
| 1.  | 18. Dezember 2010 | Savalen | Sprint klassisch | Scandinavian Cup |

## Teilnahmen an Weltmeisterschaften und Olympischen Winterspielen

### Olympische Spiele
- 2010 Vancouver: 20. Platz Sprint klassisch
- 2014 Sotschi: 1. Platz Sprint Freistil
- 2018 Pyeongchang: 2. Platz Sprint klassisch, 3. Platz Teamsprint Freistil
- 2022 Peking: 8. Platz Sprint Freistil, 8. Platz Teamsprint klassisch

### Nordische Skiweltmeisterschaften
- 2009 Liberec: 39. Platz Sprint Freistil
- 2011 Oslo: 3. Platz Teamsprint klassisch, 13. Platz Sprint Freistil
- 2013 Val di Fiemme: 3. Platz Sprint klassisch, 4. Platz Teamsprint Freistil
- 2015 Falun: 1. Platz Teamsprint Freistil, 3. Platz Sprint klassisch
- 2017 Lahti: 1. Platz Sprint Freistil, 1. Platz Teamsprint klassisch, 1. Platz Staffel
- 2019 Seefeld in Tirol: 1. Platz Sprint Freistil, 3. Platz Teamsprint klassisch
- 2021 Oberstdorf: 2. Platz Sprint klassisch, 6. Platz Teamsprint Freistil

## Platzierungen im Weltcup

### Weltcup-Statistik
Die Tabelle zeigt die erreichten Platzierungen im Einzelnen.
- 1.–3. Platz: Anzahl der Podiumsplatzierungen
- Top 10: Anzahl der Platzierungen unter den ersten zehn
- Punkteränge: Anzahl der Platzierungen innerhalb der Punkteränge
- Starts: Anzahl gelaufener Rennen in der jeweiligen Disziplin
- Hinweis: Bei den Distanzrennen erfolgt die Einordnung gemäß FIS.

| Platzierung         | Distanzrennen a | Distanzrennen a | Distanzrennen a | Distanzrennen a | Distanzrennen a | Skiathlon Verfolgung | Sprint | Etappen- rennen b | Gesamt | Team   | Team    |
| Platzierung         | ≤ 5 km          | ≤ 10 km         | ≤ 15 km         | ≤ 30 km         | > 30 km         | Skiathlon Verfolgung | Sprint | Etappen- rennen b | Gesamt | Sprint | Staffel |
| ------------------- | --------------- | --------------- | --------------- | --------------- | --------------- | -------------------- | ------ | ----------------- | ------ | ------ | ------- |
| 1. Platz            |                 |                 |                 |                 |                 |                      | 22     |                   | 22     | 4      | 2       |
| 2. Platz            |                 | 1               |                 |                 |                 |                      | 18     |                   | 19     | 5      |         |
| 3. Platz            |                 | 1               |                 |                 |                 |                      | 13     |                   | 14     | 4      |         |
| Top 10              | 1               | 5               |                 |                 |                 | 7                    | 84     | 4                 | 101    | 16     | 5       |
| Punkteränge         | 9               | 13              | 1               | 3               |                 | 21                   | 98     | 12                | 157    | 16     | 6       |
| Starts              | 11              | 21              | 1               | 3               | 1               | 25                   | 106    | 12                | 180    | 16     | 6       |
| Stand: Karriereende |                 |                 |                 |                 |                 |                      |        |                   |        |        |         |

### Weltcup-Gesamtplatzierungen
| Saison  | Gesamt | Gesamt | Distanz | Distanz | Sprint | Sprint |
| Saison  | Punkte | Platz  | Punkte  | Platz   | Punkte | Platz  |
| ------- | ------ | ------ | ------- | ------- | ------ | ------ |
| 2008/09 | 137    | 39.    | -       | -       | 137    | 15.    |
| 2009/10 | 110    | 55.    | -       | -       | 110    | 25.    |
| 2010/11 | 305    | 24.    | -       | -       | 305    | 6.     |
| 2011/12 | 703    | 12.    | 89      | 35.     | 536    | 2.     |
| 2012/13 | 417    | 19.    | 98      | 35.     | 283    | 4.     |
| 2013/14 | 433    | 16.    | 57      | 37.     | 320    | 5.     |
| 2014/15 | 661    | 6.     | 77      | 37.     | 512    | 3.     |
| 2015/16 | 1151   | 6.     | 269     | 20.     | 726    | 1.     |
| 2016/17 | 866    | 7.     | 164     | 24.     | 558    | 1.     |
| 2017/18 | 708    | 11.    | 83      | 32.     | 573    | 1.     |
| 2018/19 | 657    | 10.    | 34      | 52.     | 583    | 2.     |
| 2019/20 | 351    | 24.    | -       | -       | 351    | 5.     |
| 2020/21 | 20     | 81.    | -       | -       | 20     | 47.    |
| 2021/22 | 246    | 22.    | 10      | 61.     | 236    | 7.     |